# Colombres (Tucumán)
Colombres è un comune rurale dell'Argentina, appartenente alla provincia di Tucumán, nel dipartimento di Cruz Alta. Deve il suo nome al vescovo cattolico José Eusebio Colombres, che nel 1816, partecipando come deputato di Catamarca al congresso di Tucumán, fu tra i protagonisti della dichiarazione di indipendenza delle province Unite del Río de la Plata.
In base al censimento del 2001, la cittadina contava 7.611 abitanti, con un incremento dell'11,93% rispetto al censimento precedente (1991).